# Slot Ehrenburg
Schloss Ehrenburg is een stadskasteel in de stad Coburg, gelegen in de regio Oberfranken van de Duitse deelstaat Beieren. Het slot werd in 1547 als residentie in gebruik genomen door Johan Ernst van Saksen-Coburg uit de Ernestijnse lijn van het Huis Wettin, die in 1543 een commissie voor de bouw bijeen had geroepen. Na een brand in 1690 liet hertog Albrecht van Saksen-Coburg het kasteel tot een barokke burcht met een  hofkapel ombouwen. Het moderne aanzicht van de Ehrenburg gaat terug op de Berlijnse architect Karl Friedrich Schinkel, die het slot vanaf 1810 in neogotische stijl aanpaste in opdracht van Ernst I van Saksen-Coburg en Gotha. De inwendige vormgeving is grotendeels het werk van de Franse architect André Renié, die inrichtingselementen uit de empirestijl toevoegde. Sedert 1918 is op de eerste verdieping de Landesbibliothek Coburg ondergebracht. Schloss Ehrenburg wordt beheerd door de Bayerische Schlösserverwaltung en staat open voor publieke rondleidingen. Fotografie in het kasteel is niet toegestaan.

## Beschrijving

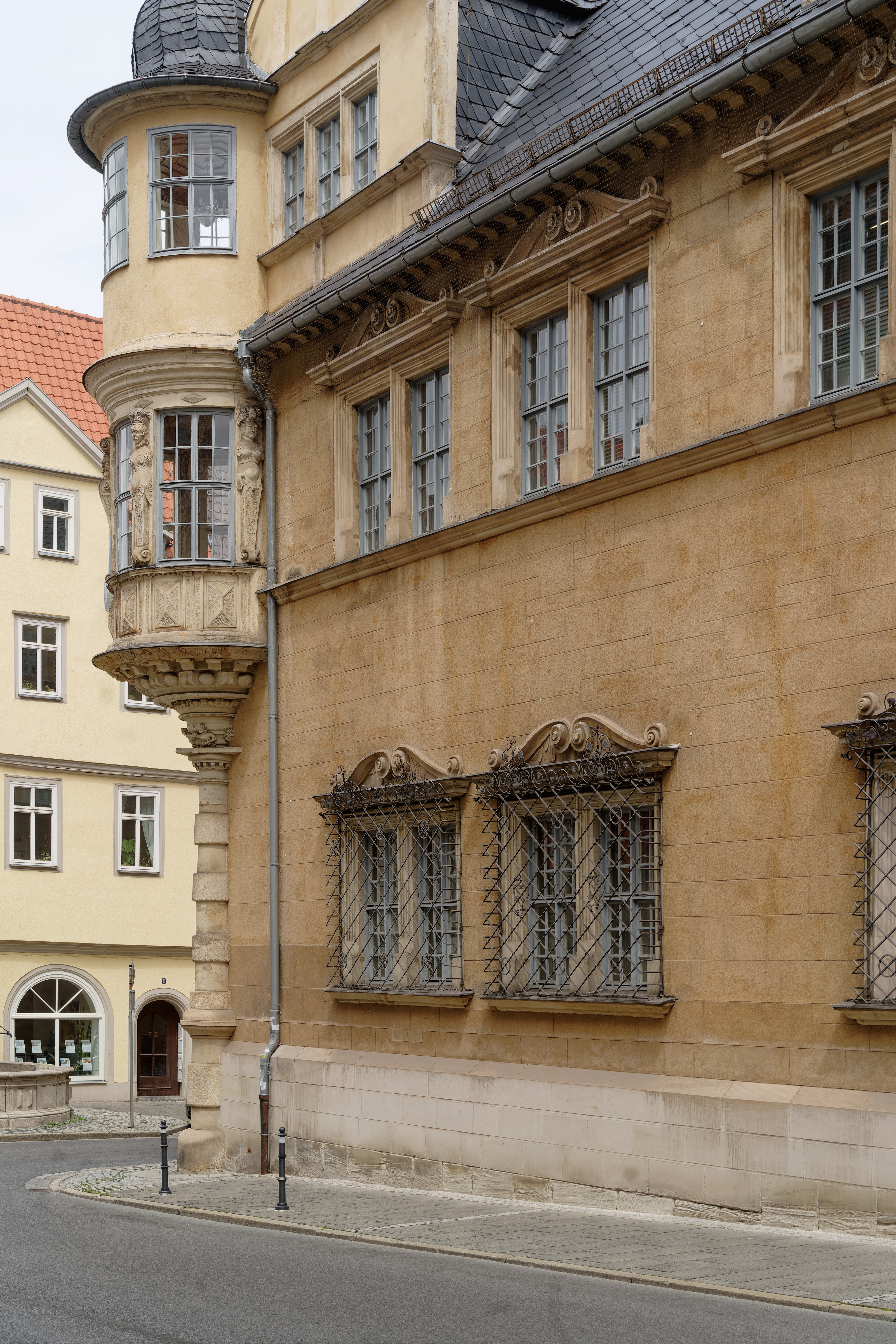
Zuidelijke gevel aan de Steingasse

Op het adres Schlossplatz 1 te Coburg liggen het kasteel en het slotplein met een standbeeld van Ernst I van Saksen-Coburg. Dit plein is negentiende-eeuws; de vroegere nutsgebouwen ten noorden van de Ehrenburg werden in 1840 definitief geslecht. Men betreedt het kasteel centraal in het frontale gebouw van de voorgevel, waarin zich het bezoekerscentrum bevindt. De trap naar de bovenverdiepingen ligt voor de bezoekers links van de ingang. 
De voorgevel wordt geflankeerd door twee uitlopende armen naar het noordwesten toe, terwijl de rechthoekige binnenplaats in het zuidelijke uiteinde van het kasteeldomein omsloten wordt door de gebouwen aan de Rückerstraße ten westen en de Steingasse ten zuiden. De vleugel van het kasteel die de zuidoostzijde van de Ehrenburg afbakent, heet de Silberbau. Bij de ombouwwerkzaamheden van 1811 werd hierin een altana vervat, die omstreeks 1623 door Giovanni Bonalino ontworpen was voor Johan Casimir van Saksen-Coburg.
Uit de renaissance stamt de zuidelijke gevel van het kasteel langs de Steingasse. Deze muur bevat twee ornamentele portalen. Hij telt twee verdiepingen en daarbovenop een klokgevel met drie dakkapellen. In de zuidwestelijke uithoek prijkt een sierlijk erkertorentje. Aan de hand van stilistische vergelijkingen wordt aangenomen dat deze gevel het werk van Nikolaus Gromann uit circa 1550 is. De westelijke uitloper van het complex bevat de twee etages hoge slotkerk met rococomotieven. 
Op de derde verdieping van het westelijke blok, dat wil zeggen boven de kerk, bevindt zich de reuzenzaal, zo genoemd naar de 28 Atlasfiguren die het plafond lijken te torsen. Dit stucwerk werd van 1697 tot 1699 vervaardigd door de gebroeders Bartolomeo en Carlo Domenico Luchese. De reuzenzaal gold vanaf haar creatie als de meest prestigieuze ruimte van het kasteel, waarin bals, recepties en theatervoorstellingen plaatsvonden. In de loop van de negentiende eeuw nam de reuzenzaal tevens de functie van de troonzaal over.
Voorts bevat de westelijke kant van het kasteel op de eerste verdieping nog de Andromedazaal, die heden ten dage een voordrachtsruimte van de bibliotheek is. De reden voor de naam van deze kamer blijkt niet uit de archieven. Het stucwerk stamt wellicht uit circa 1735 en neigt naar vroeg rococo.
Op de tweede verdieping van de westelijke flank bevinden zich de ‘witte zaal’, een kleine galerij en de beide ‘Leopoldkamers’, die de persoonlijke vertrekken van Leopold van Saksen-Coburg waren, die later eerste koning der Belgen werd. Hier hangen portretten van Leopold. In het oostelijke gedeelte van het hoofdgebouw bevat deze verdieping de lange galerij met schilderijen van onder anderen Lucas Cranach de Oude en Jheronimus Bosch. Deze galerij werd in 1834 voltooid.

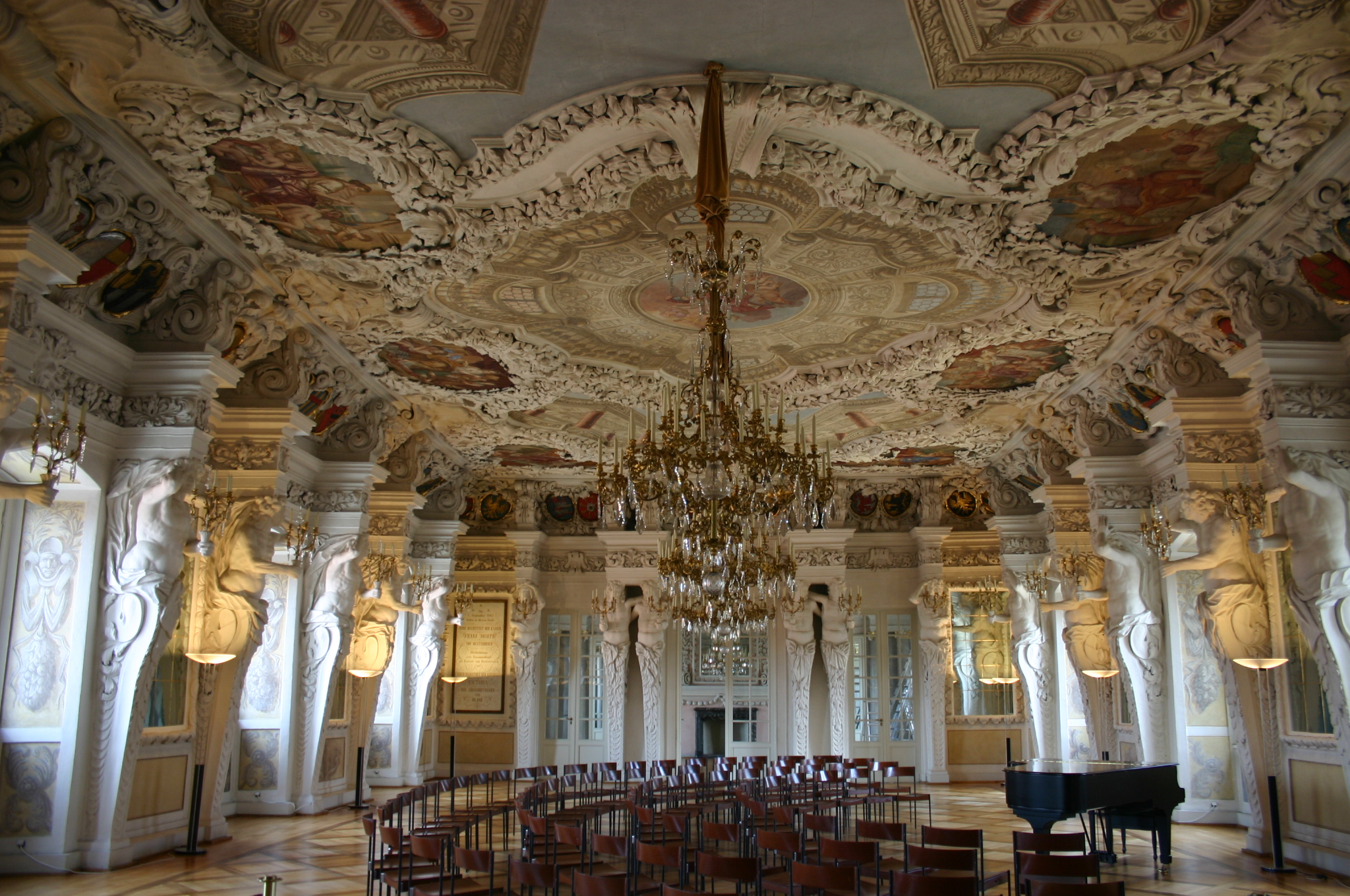
De reuzenzaal boven de kerk

De rode ontvangstzaal en de gobelinkamer vormen de zuidoostelijke hoek van de tweede etage: het eerste vertrek dankt zijn naam aan het rode behangpapier, dat door Renié werd aangebracht, terwijl het tweede oorspronkelijk de slaapkamer van hertogin Susanne Elisabeth was, de tweede echtgenote van hertog Albrecht. In laatstgenoemde kamer zijn de wanden met gobelins behangen die exotische taferelen met tropische dieren uitbeelden. In de ronde noordwestelijke hoek bevond zich ooit een wenteltrap; later werd hierin ten behoeve van koningin Victoria een lift geïnstalleerd. Het plafond van deze kamer is uitzonderlijk ornamenteel en vertoont asymmetrisch stucwerk dat uit de zoldering lijkt te hangen: genii met muziekinstrumenten en slingers van fruit en planten creëren de illusie dat ze uit de plafondschildering naar buiten treden. Dit is het werk van Carlo Tagliota uit 1692. 
Centraal op de tweede verdieping van de oostelijke flank bevindt zich de troonzaal, geheel in neoclassicistische empirestijl naar het voorbeeld van het Napoleontische Tuilerieënpaleis. Deze werd in 1833 afgewerkt en is een ontwerp van Renié. De motieven van het plafond worden door die van de vloer weerspiegeld. Aan de wand hangt een baldakijn waaronder de troon van Ernst I van Saksen-Coburg stond. Verder ten noorden van de troonzaal liggen het voorkamertje en de audiëntiekamer. In deze laatste hangt een ander wandtapijt met een opmerkelijk goed bewaard coloriet, dat indianen afbeeldt. Het stamt uit het Parijse atelier van Etienne-Claude Le Blond.
De noordoostelijke uithoek van de tweede verdieping bevat de persoonlijke vertrekken van koningin Victoria, die hier vanaf 1893 bij tijd en wijle verbleef. Aan haar slaapkamer grenzen haar werkkamer en haar kleedkamer. Achter een gordijn in Victoria’s slaapkamer leidt een deurtje naar haar privétoilet; dit was de eerste Engelse wc met waterspoeling op het Europese vasteland en werd rond 1860 ingebouwd. De twee kamertjes aan de noordwestelijke zijde van deze uithoek zijn de bibliotheek van Ernst I met plafondnissen en de kleedkamer met portretten van Victoria’s kinderen door Franz Xaver Winterhalter.

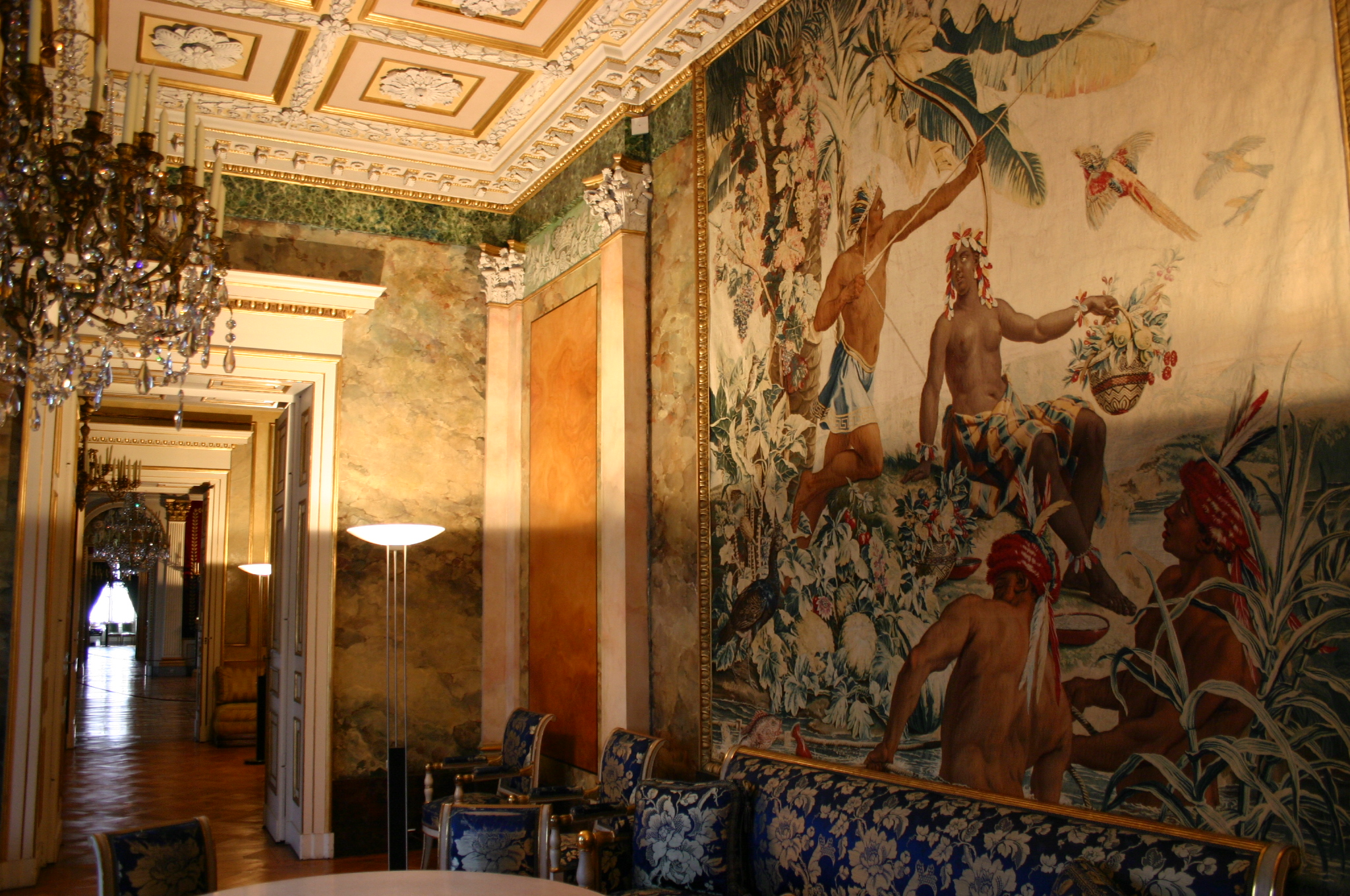
Audiëntiekamer in het oostelijke blok

Onder de bibliotheek bevindt zich het boudoir van hertogin Louise. Deze kamer is overwegend in grijs- en zilvertinten met wat blauw en paars uitgevoerd en geldt als een van de puikste prestaties qua binnenhuisdecoratie in zuidelijk Duitsland tijdens de vroege negentiende eeuw. In 1905 werd onder de sofa een badkuip geïnstalleerd. Een nis in dit kamertje diende als de persoonlijke bibliotheek van Louise. In de wand van deze nis zijn beeltenissen van Fichte, Lessing, Kant en Schelling aangebracht. Evenals de belendende slaapkamer werd dit vertrek omstreeks 1820 door ene Pietro Cremonini gedecoreerd. In een grisaille boven het bed rijdt de godin Diana door de nachthemel.
De werkkamer van de hertogin ligt onder die van de hertog, terwijl haar ontvangstkamer onder de audiëntiezaal van haar man ligt. Hierop aansluitend liggen aan de oostelijke kant op de eerste verdieping nog een tweede salon en een algemene werkkamer, die ook ‘rode kamer’ wordt genoemd; de wanden zijn omstreeks 1820 door een zekere Johannes Hoffmann bespannen met rode zijde uit Lyon. In contrast daarmee stond de eetzaal, die wegens haar inrichting oorspronkelijk ‘blauwe kamer’ genoemd werd. Onder hertog Ernst II werd het blauwe behangpapier echter door roze vervangen.
De overige ruimten op de eerste verdieping behoren evenals de Andromedazaal tot de stadsbibliotheek. De gewezen slaapkamer van hertogin Elisabeth uit 1690 is sedert 1980 een leeszaal; de barokke wenteltrap bevond zich achter een wandnis met een verloren gegane divan. Deze kamer, die ooit de ‘violette kamer’ genoemd werd, deed dienst als salon en muziekkamer.

## Geschiedenis

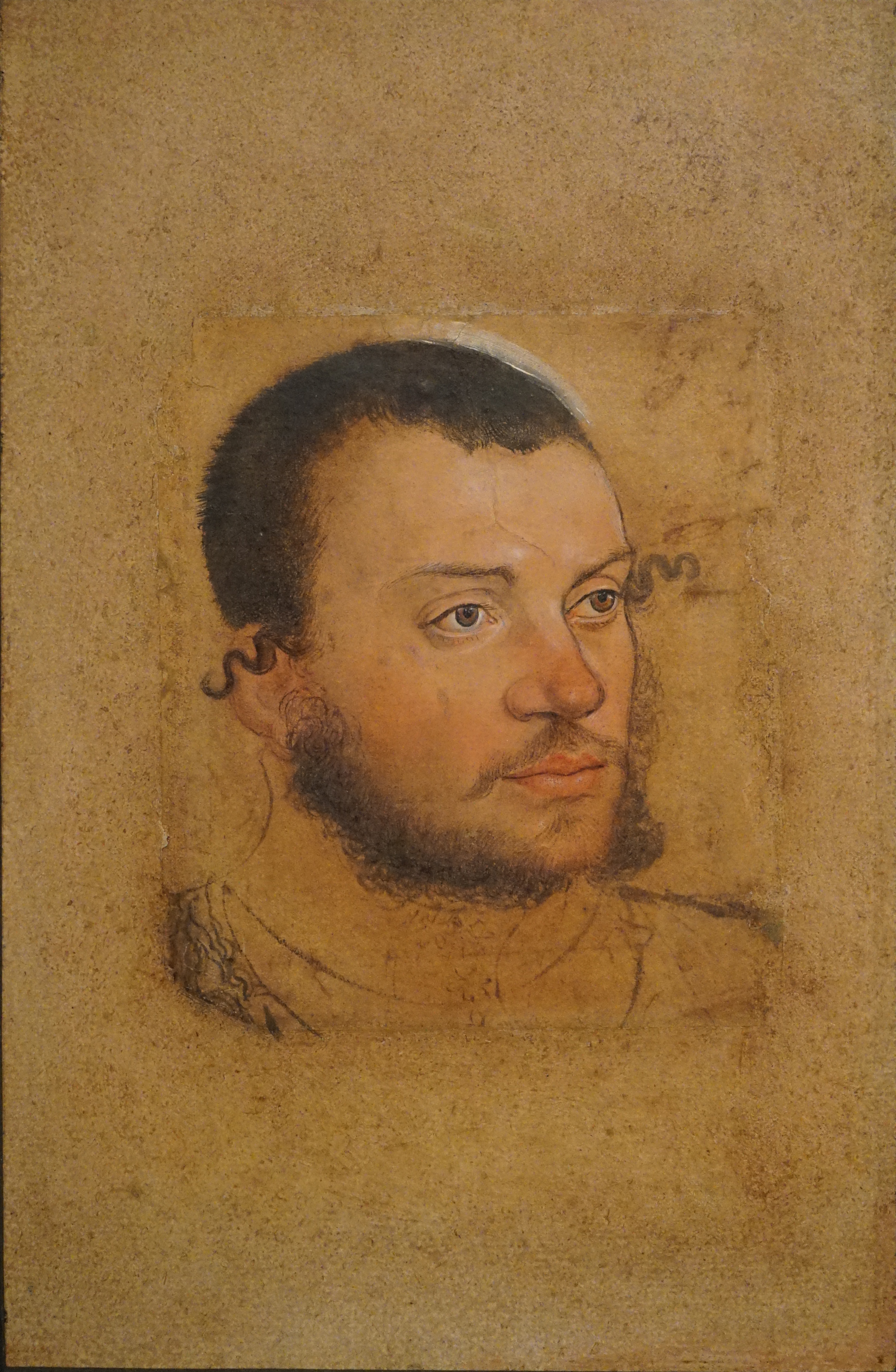
Johan Ernst van Saksen-Coburg, door Lucas Cranach de Oudere

In Coburg bevond zich sedert medio dertiende eeuw een franciscanenklooster, dat op 4 mei 1525 werd opgeheven. Stenen hiervan werden hergebruikt voor de bouw van het kasteel. Op initiatief van hertog Johan Ernst van Saksen-Coburg vergaderde op 22 juli 1543 een conferentie waarop hij offerten kreeg aangeboden. De oude Veste Coburg op de heuvel achtte hij ongeschikt als alledaagse residentie.
Tot de oorspronkelijke bouwmeesters behoorden met zekerheid Paulus Behaim uit Neurenberg, die in 1525 reeds de Wenzelburg in Lauf an der Pegnitz had omgebouwd, een 
‘Saksische bouwmeester’ (vermoedelijk Nikolaus Gromann), en Caspar Vischer uit Kulmbach, die later aan de vormgeving van de Plassenburg zou meewerken. De   naam Ehrenburg zou volgens de overlevering een voorstel van Keizer Karel V geweest zijn, die in 1547 een bezoek aan de nieuwe burcht bracht.
Johan Casimir van Saksen-Coburg werd in 1586 hertog en stelde Michael Frey uit Straatsburg als hofarchitect aan. In deze periode ontstonden de voorste en achterste binnenplaats. De altana diende om de oostzijde van de achterste binnenplaats af te sluiten, die tot voorste binnenplaats verwerd, doordat de ingang tot het slot voortaan aan de zuidelijke kant gesitueerd werd. Onder de regering van Johan Casimir beleefde de stad Coburg haar eerste culturele bloeiperiode, die in 1631 tot een eind kwam toen Coburg in de Dertigjarige Oorlog betrokken werd en door Albrecht von Wallenstein, weliswaar tevergeefs, werd belegerd. Na de dood van Johan Casimir in 1633 nam generaal Willem van Lamboy met zijn legerstaf gedurende twee jaar zijn intrek in Schloss Ehrenburg. Volgend op diens vertrek verkommerde het kasteel bijna vijftig jaar lang.
Toen Albrecht van Saksen-Coburg anno 1680 Schloss Ehrenburg ging bewonen, vatte hij grootschalige verbouwingsprojecten aan, die beter aan de barokke smaak tegemoetkwamen. Hij liet een kasteeltuin met militair oefenterrein aanleggen en wilde tevens de hofkapel uitbreiden, toen op 9 maart 1690 een ‘plotselinge en schrikkelijke brand’ uitbrak. Dit bood Albrecht evenwel een excuus om bij andere vorsten en stadsbesturen om fondsen te bedelen, waarvan hij gebruikmaakte voor de wederopbouw van Schloss Ehrenburg naar zijn persoonlijke inzichten. De bewoners van Coburg boden vrijwillig logistieke hulp aan, waarvoor de hertog zijn bijzondere dank uitsprak. Op 23 juni 1690 vond de eerstesteenlegging van de slotkerk plaats. Eind zeventiende eeuw nam hertog Albrecht talrijke reizende stukadoors uit Duitsland en Italië in dienst. Bouwheer Justinus Bieler kreeg de leiding over de werkzaamheden, maar werd door zijn werknemers niet bijster serieus genomen en kwam in conflict met Bartolomeo Luchese nadat schade aan het plafond van de slotkerk was opgetreden. Na de dood van Albrecht in 1699 bleef ruim dertig jaar onduidelijk wie zijn rechtmatige opvolger was, waardoor de verdere decoratie van het slot in het slop kwam.
Frans Jozias van Saksen-Coburg-Saalfeld verhuisde in 1735 naar Coburg, maar trok in de Veste Coburg op de heuvel in. Tijdens de achttiende eeuw werd betrekkelijk weinig aan Schloss Ehrenburg veranderd. De hoektorens werden voltooid, de slotkerk werd in 1738 feestelijk ingewijd en er werd een nieuwe brug over de slotgracht aangelegd, die in 1811 weer werd afgebroken.
De tweede grote bouwfase van het kasteel begon met het aantreden van hertog Ernst I. Onder invloed van zowel de romantiek als de Franse empirestijl liet hij Karl Friedrich Schinkel plannen voor een ingrijpende ombouw van Schloss Ehrenburg opstellen. De afbraak van de noordelijke stallen en werkateliers en het aanbrengen van neogotische geveldecoraties waren naar alle waarschijnlijkheid een voorstel van Schinkel, alsmede het insluiten van de altana in de zuidelijke binnenplaats. Schinkel bezocht het kasteel in 1810 en 1811 en trad nadien nog als adviseur van hertog Ernst op. De Fransman Renié hield zich vanaf 1816 bezig met de interne decoratie.
In de loop van de negentiende eeuw werden vooral meubelen aangekocht. Vaak stamden deze uit Duitse ateliers die naar Franse voorbeelden werkten. De ornamentele stoelen in het kasteel zijn veelal het werk van François-Honoré-Georges Jacob-Desmalter, die eveneens meubelmaker voor Napoleon Bonaparte was geweest. De laatste verbouwingen geschiedden naar aanleiding van het huwelijk van Karel Eduard van Saksen-Coburg en Gotha in 1905. Ofschoon Karel Eduard een kleinzoon van koningin Victoria was, werkte hij tijdens de Eerste Wereldoorlog actief mee aan de oorlog tegen het Verenigd Koninkrijk, waarvoor hem zijn Britse titels in 1917 door het Lagerhuis bij wet ontnomen werden. Op 13 november 1918 trad hij af als hertog van Saksen-Coburg en Gotha, waarna de beide heerlijkheden gescheiden werden: Gotha ging op in Thüringen en Coburg sloot zich bij Beieren aan. Hierop werden de bestuurlijke diensten van de stad Coburg in Schloss Ehrenburg ondergebracht. Ook het staatsarchief van Coburg bleef er tot 1990 gevestigd.
De Bayerische Schlösserverwaltung is sedert 1941 belast met het onderhoud van het slot en het bestand aan kunstwerken. Vanaf 1968 werd het kasteel in fasen gerestaureerd, totdat de slotkerk anno 1983 als laatste onderdeel gerenoveerd was. Het bezoekerscentrum met cafetaria werd in 2000 voltooid.

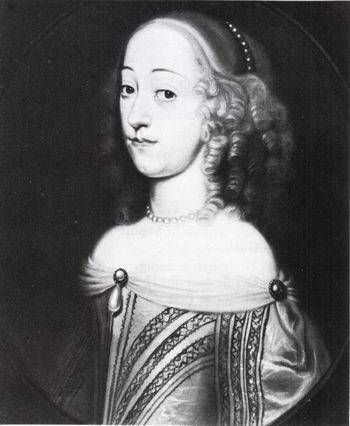
Marie Elisabeth van Brunswijk-Wolfenbüttel, hertogin van Saksen-Coburg
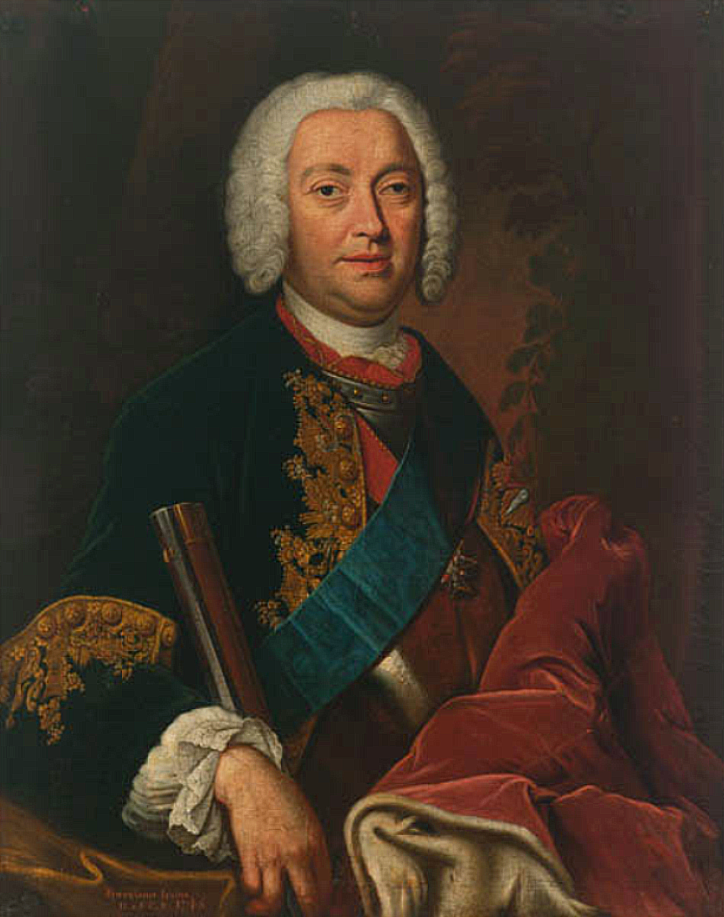
Frans Jozias, hertog van Saksen-Coburg-Saalfeld
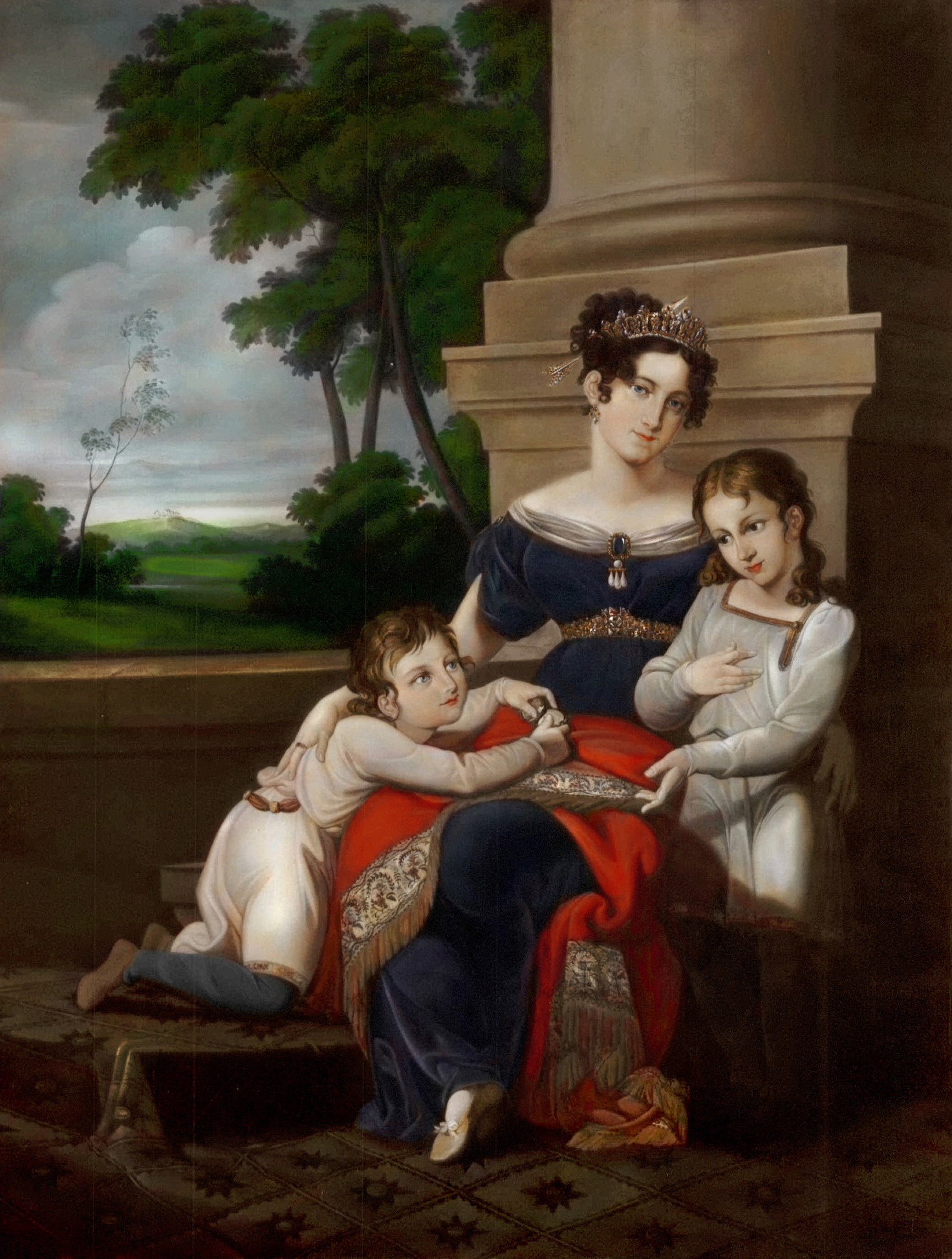
Louise, hertogin van Saksen-Gotha-Altenburg
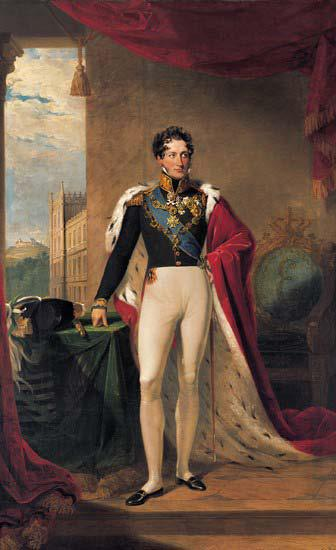
Ernst I, hertog van Saksen-Coburg en Gotha
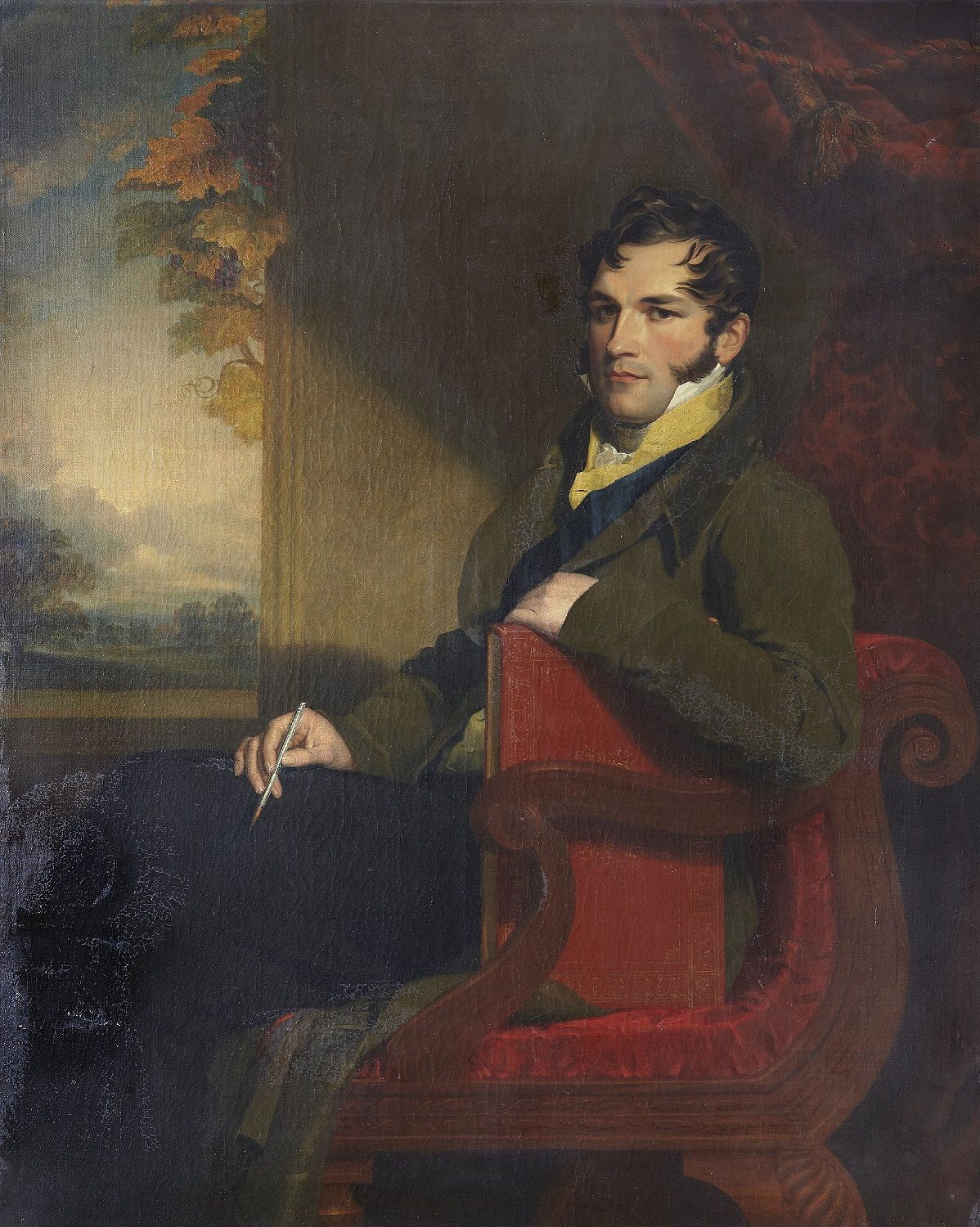
Leopold van Saksen-Coburg en Gotha, later Koning der Belgen
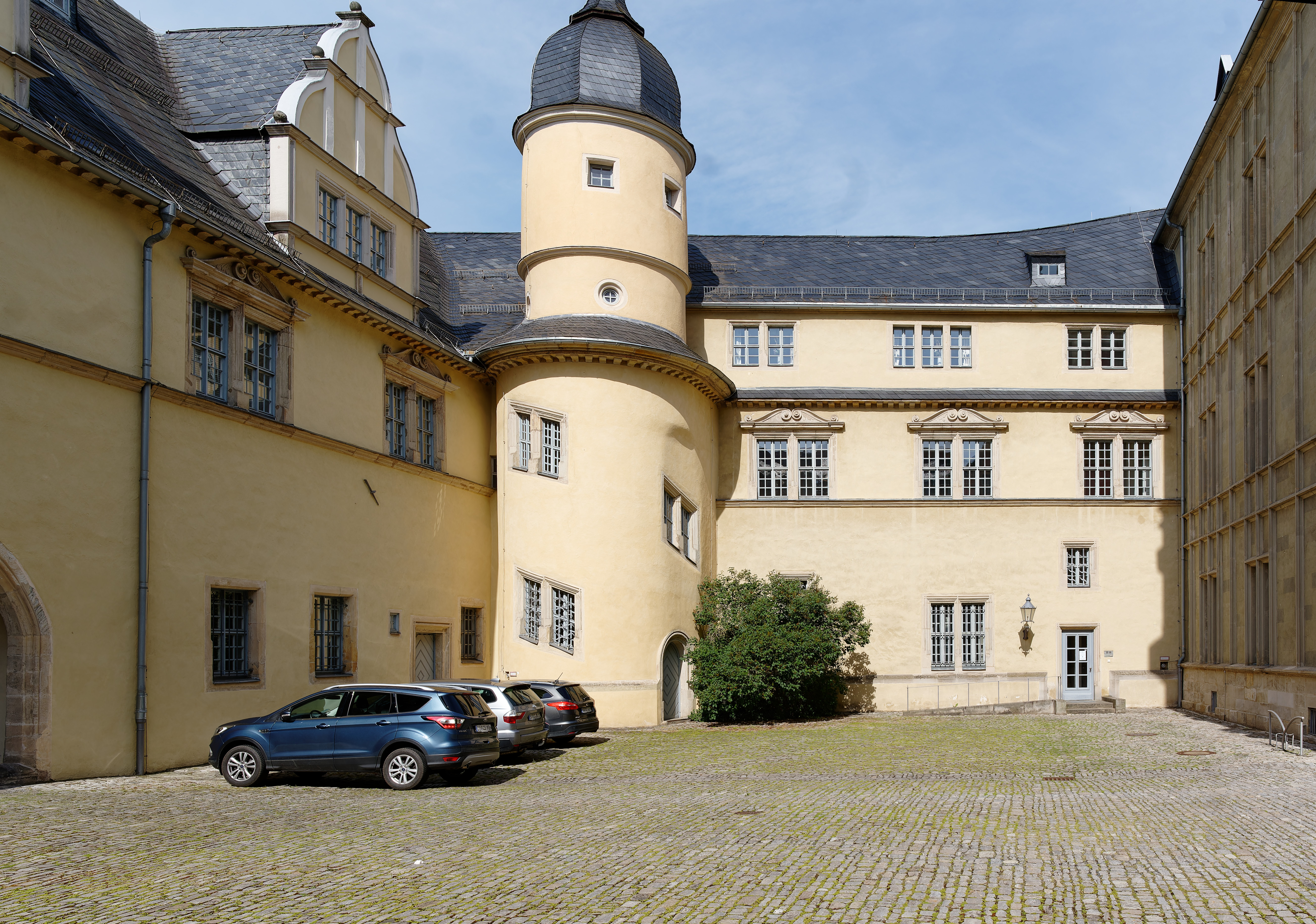
Renaissancistisch deel van de binnenplaats, door Nikolaus Gromann
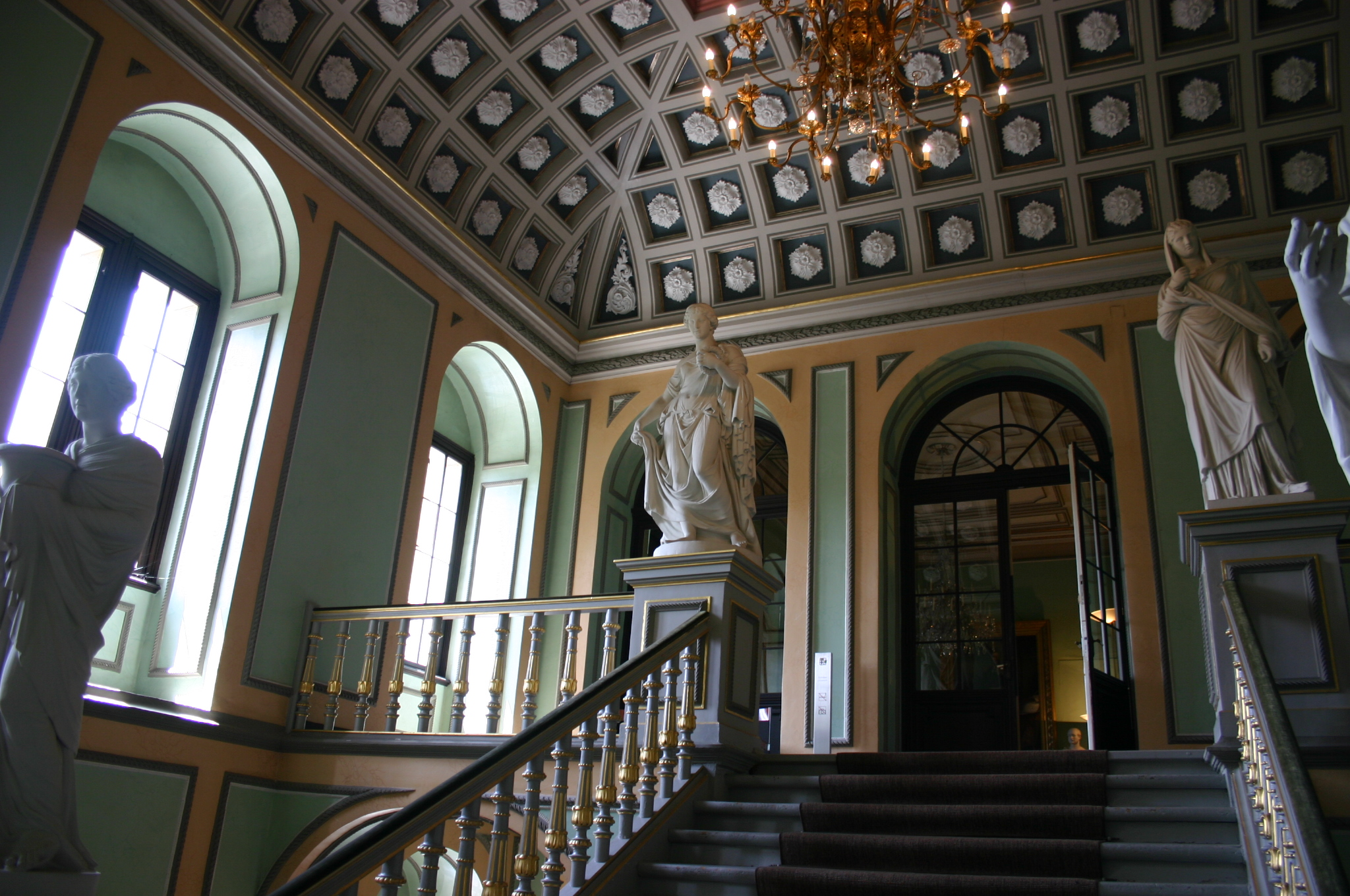
Centrale traphal